# 印度国家男子曲棍球队
印度国家男子曲棍球队是代表印度参加国际性草地曲棍球賽事的球隊。
1928年，该队夺得了第一枚奥林匹克运动会金牌，截至1960年，印度国家男子曲棍球队在奥运会上连续夺得六枚金牌。从1928年的首场比赛算起，到1960年决赛失利，该队在此期间取得了30连胜。印度还于1975年赢得了世界杯曲棍球赛冠軍。還球隊還曾在1928年和1956年奧運會上以不失一球的成績奪冠。 